# Comuna de Subkowy
Subkowy (polaco: Gmina Subkowy) é uma gminy (comuna) na Polónia, na voivodia de Pomerânia e no condado de Tczewski. A sede do condado é a cidade de Subkowy.
De acordo com os censos de 2004, a comuna tem 5188 habitantes, com uma densidade 66,3 hab/km².

## Área
Estende-se por uma área de 78,22 km², incluindo:
- área agrícola: 78%
- área florestal: 11%

## Demografia
Dados de 30 de Junho 2004:
|                      | Total   | Total | Mulheres | Mulheres | Homens  | Homens |
| -------------------- | ------- | ----- | -------- | -------- | ------- | ------ |
|                      | pessoas | %     | pessoas  | %        | pessoas | %      |
| População            | 5188    | 100   | 2532     | 48,8     | 2656    | 51,2   |
| Densidade (pop./km²) | 66,3    | 100   | 32,4     | 32,4     | 34      | 34     |

De acordo com dados de 2002, o rendimento médio per capita ascendia a 1574,63 zł.

## Comunas vizinhas
- Miłoradz, Pelplin, Starogard Gdański, Tczew